# Tom Green
Michael Thomas Green (Pembroke, Ontario, 30 de julho de 1971) é um ator canadense. Green compareceu na cerimônia de entrega do Framboesa de Ouro, para receber os prêmios por ele ganhos por Freddy Got Fingered.

## Filmografia
- O mordomo Bob (2005)
- Stealing Harvard (2002)
- Freddy Got Fingered (Fora de Casa!) (2001)
- Charlie's Angels (As Panteras) (2000)
- Road Trip (Caindo na Estrada) (2000)
- Superstar (Superstar - Despenca Uma Estrela) (1999)
- The Chicken Tree (1998)
- Clutch (1998)

## Premiações
- 2002: Framboesa de Ouro de Pior Ator Coadjuvante, por Stealing Harvard (indicado).
- 2001: Framboesa de Ouro de Pior Diretor, por Freddy Got Fingered (vencedor).
- 2001: Framboesa de Ouro de Pior Ator, por Freddy Got Fingered (vencedor).
- 2001: Framboesa de Ouro de Pior Roteiro, por Freddy Got Fingered (vencedor).
- 2001: Framboesa de Ouro de Pior Dupla, por Freddy Got Fingered (vencedor).
- 2000: MTV Movie Awards de Melhor Comediante, por Road Trip (indicado).
- 2000: MTV Movie Awards de Melhor Revelação Masculina, por Road Trip (indicado).